# Paul Drews (Politiker)
Paul Drews (* 11. Juli 1896 in Lübeck; † 21. Februar 1969 ebenda) war ein deutscher Politiker der Kommunistischen Partei Deutschlands (KPD), Widerstandskämpfer gegen den Nationalsozialismus und Häftling im KZ Sachsenhausen. Er war von 1926 bis 1929 Abgeordneter der Lübecker Bürgerschaft und 1945 Senator für Gesundheit der Hansestadt.

## Leben
Der Maschinenschlosser Drews wurde 1915 eingezogen und kämpfte als einfacher Soldat im Ersten Weltkrieg. 1920 wurde er Mitglied der KPD und 1926 Parteisekretär in Lübeck und Mitglied der Bezirksleitung der KP Wasserkante. Von 1926 bis 1929 war er Abgeordneter der Lübecker Bürgerschaft. Von Mai 1928 bis Januar 1930 war Drews als Filialleiter bei der KPD-eigenen Norddeutschen Verlagsgesellschaft angestellt. 
1930 wurde Drews wegen Kritik am Kurs der Parteiführung aus der KPD ausgeschlossen und danach Mitglied und Funktionär der Kommunistischen Partei-Opposition (KPO) in Lübeck. Nach der Machtübernahme der Nationalsozialisten und dem Verbot kommunistischer Arbeit im März 1933 leistete Drews Widerstandsarbeit. Aufgrund mehrerer Anklagen wegen „Vorbereitung zum Hochverrat“ wurde er zwischen 1933 und 1936 in sogenannte „Schutz- und Untersuchungshaft“ genommen. Am 14. Oktober 1936 wurde er freigesprochen und kam auf freien Fuß. Im August 1939 wurde er erneut verhaftet und war bis zum Ende des Zweiten Weltkriegs 1945 Häftling im Konzentrationslager KZ Sachsenhausen.
Nach Kriegsende wurde Drews wieder Mitglied der KPD und kehrte nach Lübeck zurück. Drews gehörte dem sogenannten „Siebener Ausschuss“ an, einem Gremium, welches sich in Lübeck aus antifaschistischen Kräften gebildet hatte und im Mai 1945 vom britischen Militärgouverneur anerkannt wurde. 1945 wurde Drews zum Gesundheitssenator im Senat der Hansestadt berufen und wurde Leiter der Gesundheitsbehörde in Lübeck.
1947 trat Drews wegen zunehmender politischer Differenzen mit der KPD-Führung aus der Partei aus und wurde später Mitglied und Funktionär der Sozialdemokratischen Partei Deutschlands (SPD) in Lübeck. Von 1948 bis 1955 war er Inhaber eines Fuhrbetriebs.